# تورزینک
تورزینک (به لاتین: Turzynek) یک منطقهٔ مسکونی در لهستان است که در Gmina Raciążek واقع شده‌است.